# 848
848 (DCCCXLVIII) var ett skottår som började en söndag i den julianska kalendern.

## Händelser

### Okänt datum
- Vid synoden i Mainz sammanslås Hamburgstiftet med Bremenstiftet med Ansgar som ledare. Bremenstiftet låg tidigare under ärkebiskopen av Köln.
- Karl den skallige blir kung av Akvitanien.

## Födda
- Flann Sinna, storkonung av Irland 879–916 (född detta eller föregående år).

## Avlidna
- Cui Yuanshi, kinesisk kansler.
- Drest X, kung över pikterna.
- Maelan mac Cathmogha, kung av Maigh Seóla.
- Yang Sifu, kinesisk kansler.